# Hörde

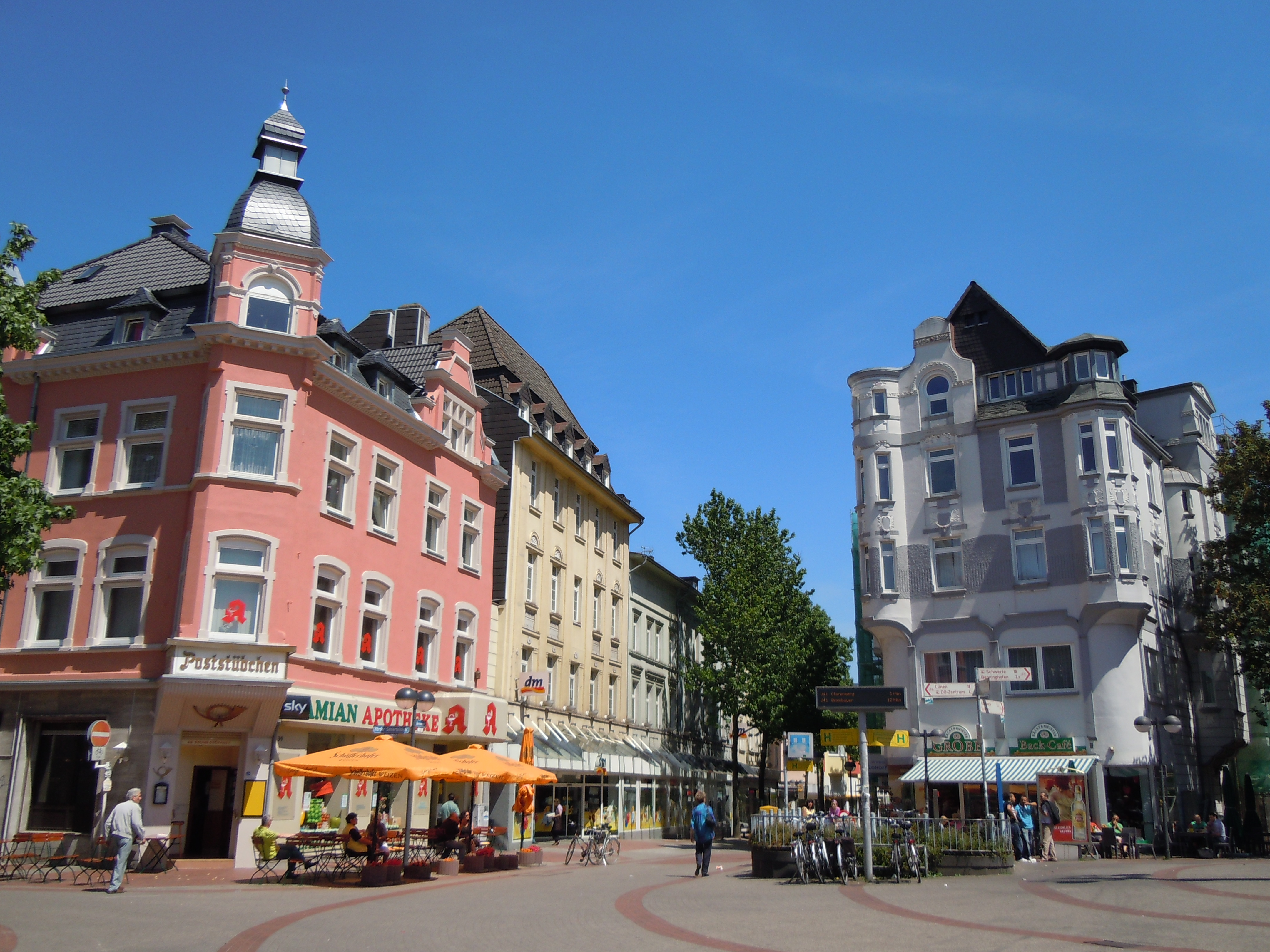
Hörder Brückenplatz

Hörde ist ein Stadtteil im gleichnamigen Stadtbezirk im Süden von Dortmund. Die ehemals selbstständige Stadt in der Grafschaft Mark und Kreisstadt des Landkreises Hörde wurde 1928 nach Dortmund eingemeindet. Von 1911 bis 1928 bildete Hörde einen eigenen Stadtkreis.
Heute vollzieht sich in Hörde ein Strukturwandel. Der Ortsteil im Schatten der Hermannshütte entwickelt sich zu einem modernen, freizeitorientierten Dortmunder Stadtteil mit technologieorientierten Unternehmen. Im Rahmen der Stadtentwicklung wurde der Phoenix-See angelegt und ein Zentrum der Mikrosystemtechnik angesiedelt. Kritiker warnen vor Gentrifizierung durch die Aufwertung des Stadtteils.

## Geographie
Hörde liegt an der Emscher, einem rechten Nebenfluss des Rheins. Im Westen grenzt Hörde an den Stadtbezirk Hombruch, im Süden an die Stadtteile Hacheney, Wellinghofen und Benninghofen im Stadtbezirk Hörde, im Osten an den Stadtbezirk Aplerbeck und im Norden an den Stadtbezirk Innenstadt-Ost.

## Geschichte

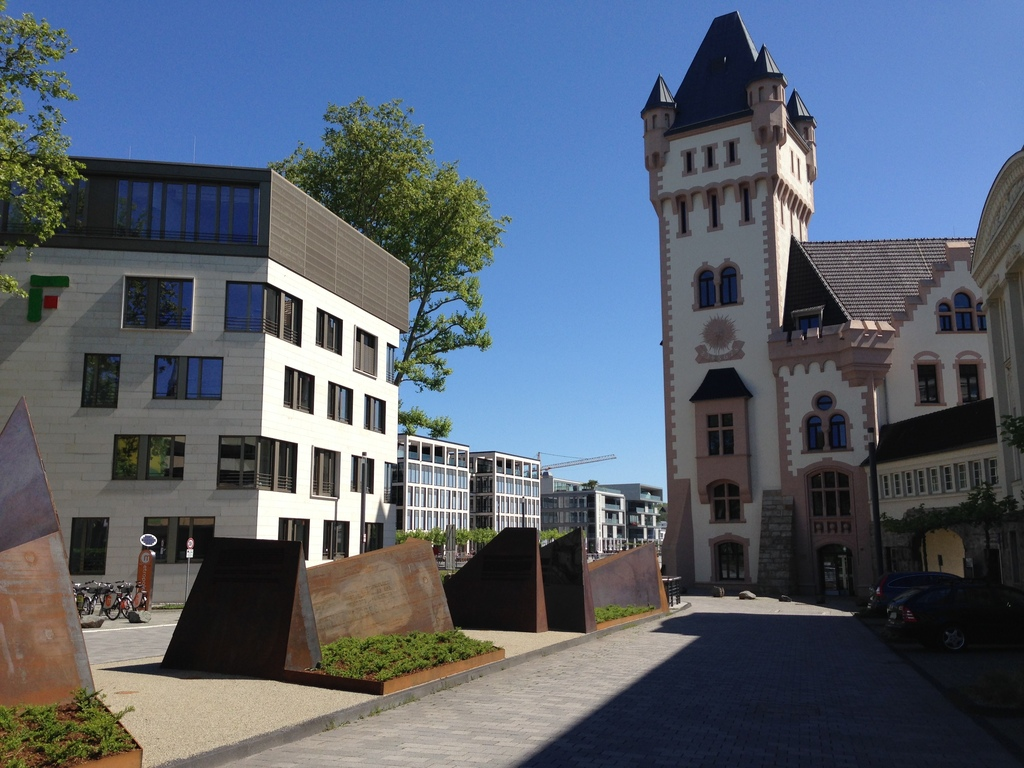
Hörder Burg und Eingangsbereich zum Phoenix-See (2014)

Der Name der von dem Grafen von der Mark gegründeten Stadt Hörde geht auf Huryde oder Huride zurück. Dies hieß so viel wie ‚Hürde‘. Zur Gründungszeit sorgten die Emschersümpfe dafür, dass diese Hürden wirklich bestanden.
Die ersten Hörder waren Wellinghofer, die auf Geheiß des Grafen umsiedelten. Erstmals wird Hörde in einer Urkunde Kaiser Ottos IV. im Jahr 1198 erwähnt. Im 12. Jahrhundert wurde von den Herren von Hörde die Hörder Burg errichtet. 1339 wurde von Konrad von der Mark das Kloster Clarenberg gestiftet. Im Jahr 1340 verlieh Konrad von der Mark mit Zustimmung des regierenden Grafen Adolf von der Mark dem Dorf Hörde die Stadtrechte. Der Graf von der Mark wollte so seinen Erzfeind, die Stadt Dortmund, mit einem Kranz von eigenen Städten (neben Hörde noch Herdecke, Witten, Bochum, Castrop, Lünen, Unna und Schwerte) einschließen.
Im Mittelalter wurde an den steilen Südhängen nördlich der Emscher, am „Remberg“ (Rebenberg), Weinbau betrieben. Heute erinnern Straßennamen wie Weingartenstraße, Am Rebstock und Winzerweg an die Weinbaugeschichte. Auch die dort ansässige Weingarten-Grundschule ist danach benannt. Der Hörder Heimatverein hat 2012 wieder Weinreben angebaut und seither mehrere Hörder Weine produziert.
1388 bis 1390 kam es zur Großen Dortmunder Fehde. Die Kriegsparteien waren einerseits Dortmund mit einigen Verbündeten sowie andererseits der Erzbischof von Köln, Friedrich III. von Saarwerden, und der Graf Engelbert III. von der Mark mit ihren Verbündeten. Im Verlauf der Fehde versuchten Dortmunder Truppen die Stadt und Burg durch List einzunehmen; der Versuch wurde jedoch vorzeitig entdeckt und vereitelt. Im Jahr 1390 beendete ein durch die Stadt Soest, die wie Hörde und Dortmund Mitglied der Hanse war, vermittelter Verhandlungsfrieden die Auseinandersetzung, nachdem Dortmund seinen Hauptgegnern jeweils eine Geldzahlung geleistet hatte.
Hörde wurde durch mehrere große Brandkatastrophen, unter anderem drei Brände im 16. Jahrhundert, jeweils stark beschädigt. Zu Beginn des 17. Jahrhunderts wurde die Hörder Burg im Dreißigjährigen Krieg von den Spaniern besetzt. Den Dreißigjährigen Krieg überlebten nur zwanzig Familien; zwei Drittel von Hörde wurden zerstört.
Hörde war nach 1753 neben Altena, Wetter und Hamm eine der vier Kreisstädte der Grafschaft Mark. 1817 kam Hörde zum Landkreis Dortmund, von dem 1887 der Kreis Hörde abgespalten wurde. Er reichte bis in das heutige Stadtgebiet von Essen hinein.
Vom 31. März 1911 bis zum 31. März 1928 war Hörde kreisfreie Stadt und zugleich Kreisstadt des gleichnamigen Kreises, der bis zum 31. Juli 1929 existierte. Hörde wurde am 1. April 1928 zusammen mit etlichen Gemeinden des Landkreises Dortmund in die Stadt Dortmund eingegliedert, weitere Gemeinden folgten mit der Auflösung des Landkreises anderthalb Jahre später. Innerhalb von zwei Jahren entstand damit 1928/29 ein neues Groß-Dortmund mit mehr als 540.000 Einwohnern.
Während der nationalsozialistischen Diktatur befand sich in der Polizeiwache an der Benninghofer Straße der Hörder Gestapokeller. Ein zielgenauer einzelner Bombenabwurf aus einem kleinen Flugzeug auf das Gebäude wird einem entflohenen Folteropfer und Piloten zugeschrieben. Von der Polizeistation aus wurden 1945 die Morde im Rombergpark und in der Bittermark organisiert. Die Gedenkstätte Mahnmal Bittermark und eine Gedenktafel an der Polizeiwache erinnern an diese Verbrechen.
In Hörde befand sich bis zur Zeit des Nationalsozialismus eine jüdische Gemeinde (siehe Synagoge (Hörde)). Daran erinnert ein 1988 errichtetes Mahnmal am Friedrich-Ebert-Platz in der Hörder Rathausstraße. Der Name Hörde ist auch im Denkmal im Tal der Gemeinden in Yad Vashem, Jerusalem eingraviert. In Hörde gibt es einen jüdischen Friedhof. Die Passage, die in den Hof des Wohnblocks am Friedrich-Ebert-Platz führt, ist als „Synagogengasse“ benannt. Stolpersteine vor den ehemaligen Wohnhäusern der Betroffenen erinnern an die verschleppten und ermordeten jüdischen Bürger Hördes.

## Wappen

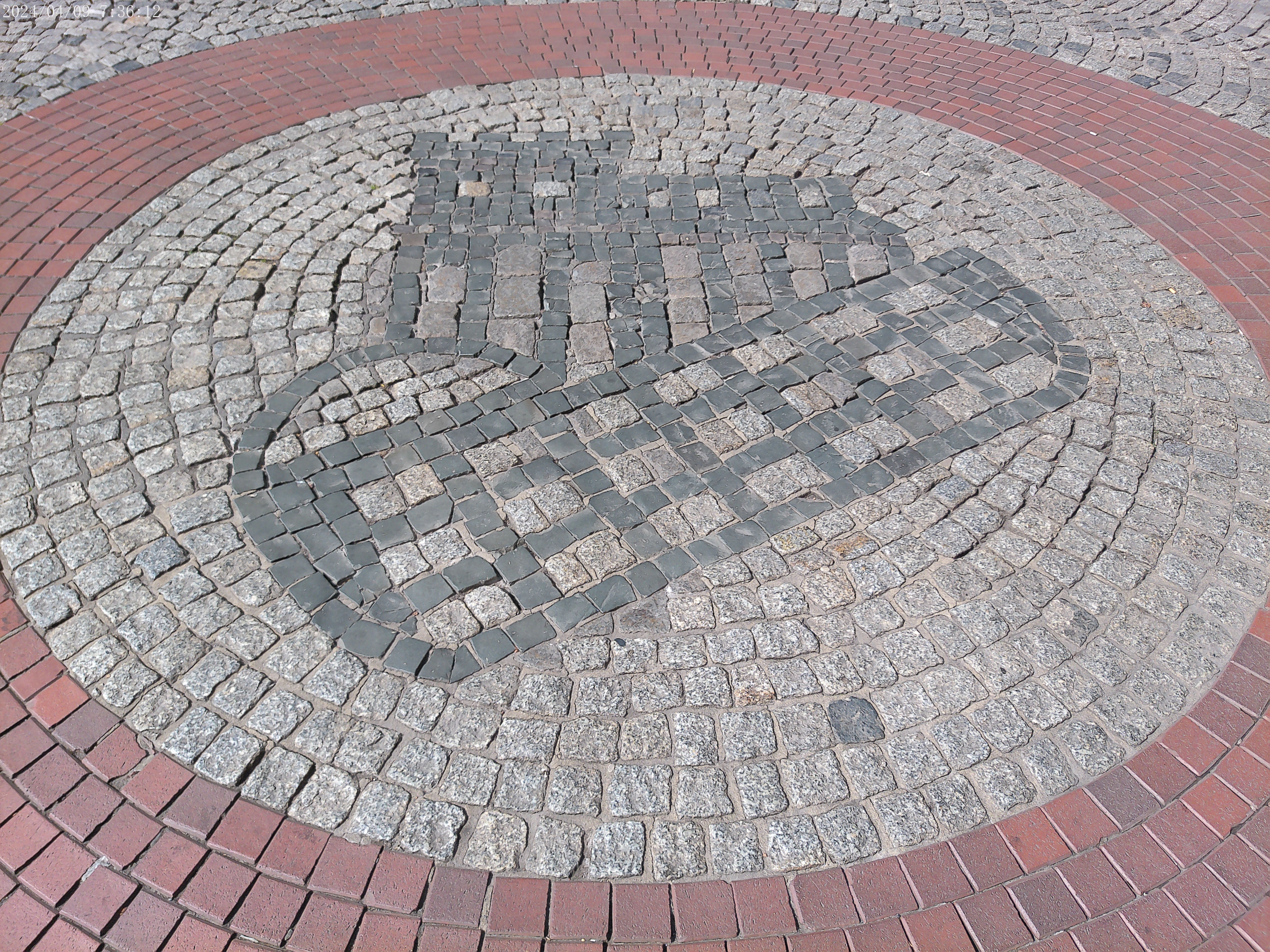
Hörder Wappen als Pflasterstein-Mosaik

Das Wappen zeigt die Hörder Burg. Quer durch das Wappen verlaufen, wie bei vielen Städten der Grafen von der Mark, die märkischen Schachbrettbalken. Der (Halb-)Kreis im unteren Bereich links wird durch den Schachbrettbalken an zwei Punkten geschnitten und symbolisiert den Hörder Berg, an dessen Fuße die Hörder Burg steht.
Das Wappen ist heute noch an der Hörder Burg, am Tor der Stiftskirche, an der Bezirksverwaltungsstelle Hörde sowie im Hörder Zentrum auf der Herrmannstraße Ecke Wenzelstraße als Pflasterstein-Mosaik zu finden. Das Wappen zierte einst die alte Hörder Brücke; es wurde beim Abriss der Brücke 1969 jedoch gestohlen.

## Bevölkerung
Zum 31. Dezember 2024 lebten 27.660 Einwohner in Hörde.
Struktur der Hörder Bevölkerung:
- Bevölkerungsanteil der unter 18-Jährigen: 16,1 % [Dortmunder Durchschnitt: 16,2 % (2018)][8]
- Bevölkerungsanteil der mindestens 65-Jährigen: 18,3 % [Dortmunder Durchschnitt: 20,2 % (2018)][9]
- Ausländeranteil: 28,0 % [Dortmunder Durchschnitt: 22,3 % (2024)][10]
- Arbeitslosenquote: 14,8 % [Dortmunder Durchschnitt: 11,0 % (2017)][11]

Das durchschnittliche Einkommen in Hörde liegt etwa 25 % unter dem Dortmunder Durchschnitt.
Das Bevölkerungswachstum des Burgunderviertels liegt im städtischen Vergleich an der Spitze.

### Bevölkerungsentwicklung
| Jahr | Einwohner |
| ---- | --------- |
| 1858 | 5.325     |
| 1901 | 25.151    |
| 1913 | 33.458    |
| 1987 | 24.913    |
| 2003 | 23.482    |
| 2008 | 22.975    |
| 2013 | 23.118    |
| 2016 | 22.921    |
| 2018 | 25.837    |
| 2019 | 26.301    |
| 2022 | 27.274    |
| 2023 | 27.335    |
| 2024 | 27.660    |

## Kultur und Sehenswürdigkeiten

### Kunst & Kultur
Über die Grenzen von Hörde bekannt ist das seit 1985 existierende Cabaret Queue, welches sich auf dem heutigen Fred-Ape-Weg befindet. Das "Home of Lachen" bietet neben Komik und Kabarett auch die kultigen Dinner Attacken an. Dem 2020 verstorbenen Musiker und jahrzehntelangen Programmchef des Cabarets Fred Ape zu ehren wurde das Teilstück der Herrmannstraße Richtung Phoenix-See im Jahr 2024 nach diesem benannt.
Seit 2007 ist das Hansa Theater Hörde im ehemaligen Werk- und Begegnungszentrum an der Eckardtstraße ansässig. In diesem Theater finden neben eigenen Inszenierungen mit dem Schwerpunkt auf musikalischen Revuen auch Gastspiele statt.
In der Hörder Burg befindet sich ein Heimatmuseum des Vereins zur Förderung der Heimatpflege Hörde. Hier vermitteln unter anderem archäologische Funde und historische Haushaltsgeräte die Geschichte des Ortsteils. Im Fokus liegen die Stahlgeschichte und die ehemalige Stiftsbrauerei.
Hinter einer Tür auf der Zwischenebene des nördlichen Ausgangs im U-Bahnhof Hörde befand sich das Straßenbahnmuseum, das Ende 2013 aus Brandschutzgründen geschlossen wurde. Mit dem Thema beschäftigt sich im nordwestlichen Stadtteil Nette das Nahverkehrsmuseum Mooskamp.
Ebenfalls im Zentrum liegt eine Stadtteilbibliothek, die älteste Dortmunder Stadtteilbibliothek. Neben Angeboten für Kinder und Jugendliche werden dort regelmäßig Kunstwerke von lokalen Kunstschaffenden ausgestellt.
Der Hoetger-Park ist einer der ältesten Sehenswürdigkeiten Hördes. Er ist nach dem in Hörde geborenen Bildhauer Bernhard Hoetger benannt, dessen Skulpturen an mehreren Standorten in Hörde zu finden sind. Auch dieser Ort hat im Zuge des Hörder Strukturwandels der 2010er Jahre einen großen Umbau erfahren und wurde zum "Emscherverbundsystem" umgewandelt: Nach der Abwasserabtrennung der Emscher 2011 wurde diese im Hoetger-Park wieder an die Oberfläche geführt, und als Hochwasserpuffer ein weitläufiger Auenraum geschaffen. Aktuell befinden sich im Park zwei Akt-Werke Hoetgers: "Stehender Mann" (1942/1943) und "Die Liegende". Des Weiteren befindet sich ein von Hoetger angefertigtes Denkmal für den Reichspräsidenten Friedrich Ebert am Friedrich-Ebert-Platz, ein Nachguss seines "Frauentorso" (1984, Orig. 1927) am Clarenberg sowie ein Nachguss seiner Skulptur der Tänzerin Sent M'Ahesa (1922) am Schildplatz.

### Glaubensgemeinschaften
Im Zentrum von Hörde befinden sich die römisch-katholischen Kirchen St. Clara und Herz-Jesu sowie die evangelische Lutherkirche. Im Friedensweg steht seit 2016 die Sultan-Ahmet-Moschee der türkisch-islamischen Gemeinde (DİTİB). Des Weiteren gibt es eine Neuapostolische Kirche in der Ermlinghofer Straße.

### Veranstaltungen

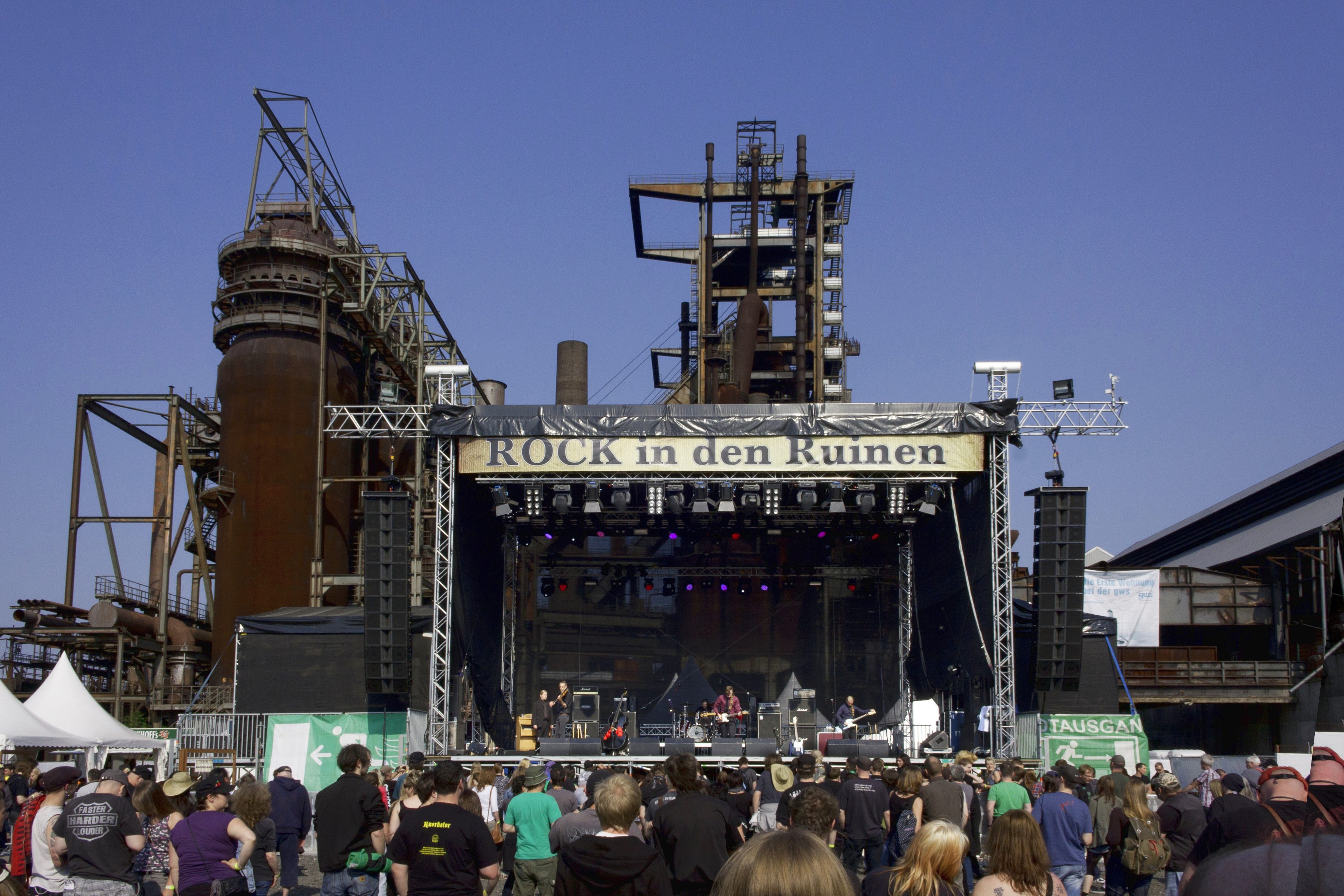
Die Bühne beim Rock in den Ruinen vor dem Hochofen 2011

In Hörde finden über das Jahr verteilt mehrere regelmäßige Veranstaltungen statt. Dazu gehören:
- Hörder Brückenfest (seit 2013)
- Hörder Neumarktfest
- Hörder Frühling
- Stiftsmarkt
- Erntedankmarkt
- Hörder Sehfest
- Rocktober
- Kulturfestival „Culture4kids“

Von 2011 bis 2013 fand jeweils im April auf dem Phoenix-West-Gelände das bedeutende Newcomer-Festival Rock in den Ruinen mit bis zu 15.000 Besuchern statt, das 2014 aufgrund fehlender Sponsoren bei gleichzeitig deutlich erhöhten Kosten durch Sicherheitsauflagen abgesagt wurde und seither nicht mehr stattfand.

### Bauwerke
In Hörde herrschen an Wohnbebauung mehrgeschossige Altbau-Wohnhäuser vor. Im Ortskern zeigt sich Hördes ehemalige Eigenständigkeit durch den für Dortmunder Verhältnisse üppigen Bestand an historischen Wohn- und Geschäftshäusern. Besonders deutlich ist dies im Bereich Alfred-Trappen-Straße und Penningskamp/Kanzlerstraße sowie im alten Hörder Direktorenviertel im Bereich der Seydlitzstraße.
Im Hörder Südosten entstand ab Ende der 1960er Jahre die Hochhaussiedlung Clarenberg, die viele Jahre als sozialer Brennpunkt galt und dank umfangreicher Renovierungsmaßnahmen wieder ein positiveres Image hat. Am Nordufer des Phoenix-Sees sind seit 2011 hochpreisige Einfamilienhäuser und Geschosswohnungen errichtet worden. Am Südufer entsteht seit 2013 ein Wohngebiet.
Das Wahrzeichen des Ortsteils ist die Schlanke Mathilde, eine gusseiserne Uhr, die 1983 nach historischem Vorbild wiedererrichtet wurde. Die „schlanke“ Mathilde soll eine Bürgermeistersfrau gewesen sein, die entgegen ihrem Spottnamen übergewichtig war. Die gleichnamige Uhr wurde von einem Bürgerverein errichtet. Ein weiteres ehemaliges Wahrzeichen, das an die Industrie- und Stahlgeschichte des Ortes erinnerte, die Hörder Fackel, wurde 2004 gesprengt. Heute erinnert eine Gedenktafel am ehemaligen Standort der Fackel am heutigen Nordufer des Phoenixsees an diese.
Östlich der Hörder Innenstadt findet sich die Hörder Burg. In unmittelbarer Nähe liegt das Restaurant Zum Treppchen, das älteste Bauwerk in Hörde nach der Hörder Burg. Das Fachwerkhaus wurde 1763 als Privatbrauerei an historischem Standort zwischen der Burg und dem alten Markt errichtet.

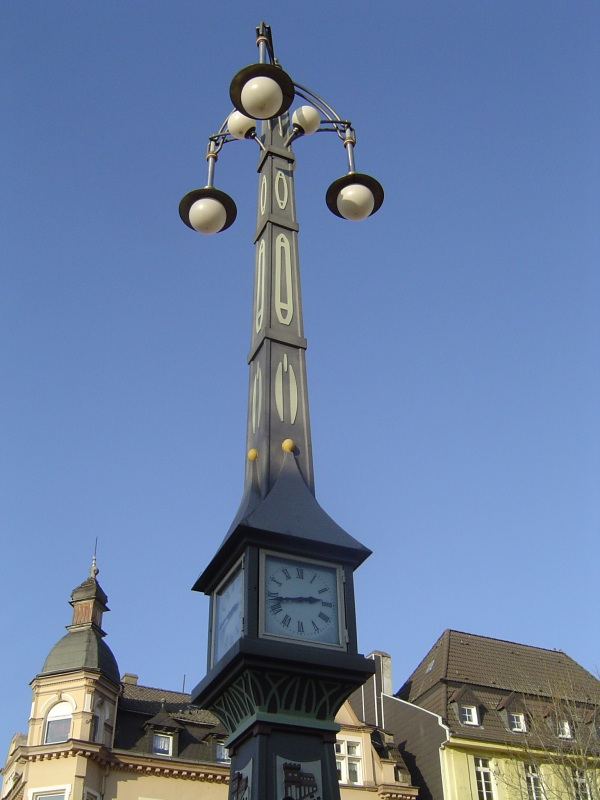
Schlanke Mathilde
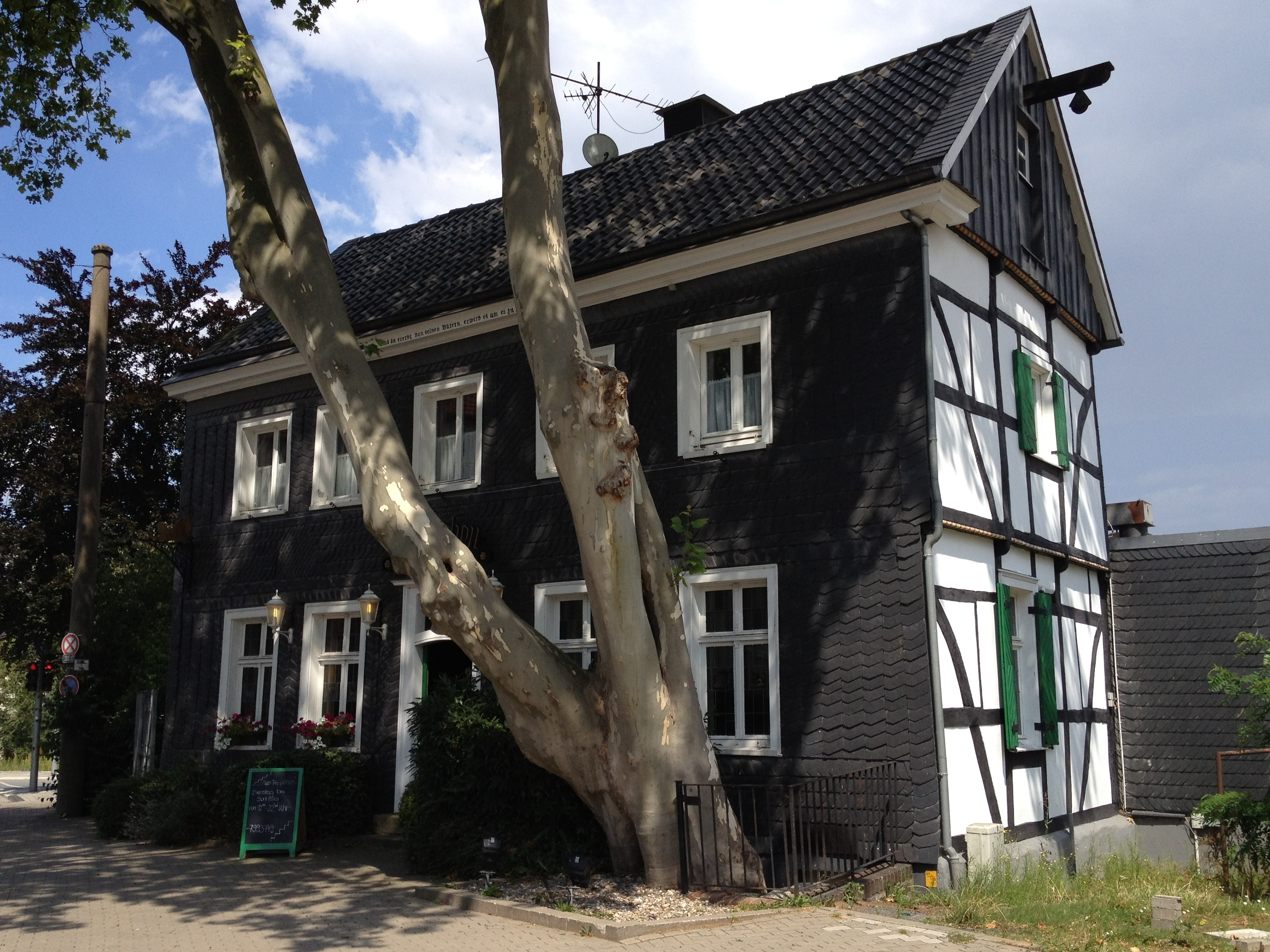
Das Treppchen ist das älteste Gebäude in Hörde (1763)
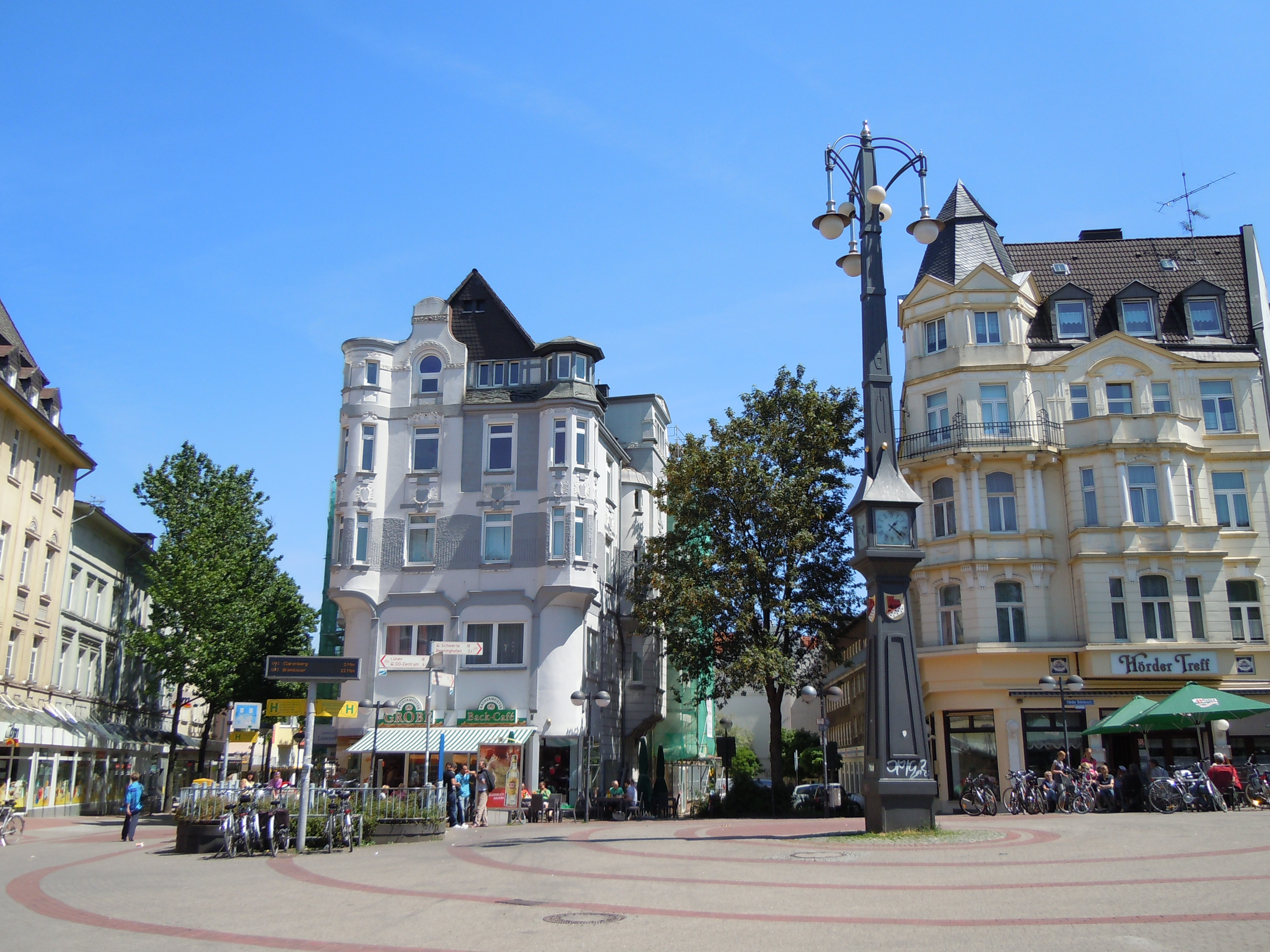
Historische Wohngebäude im Ortszentrum
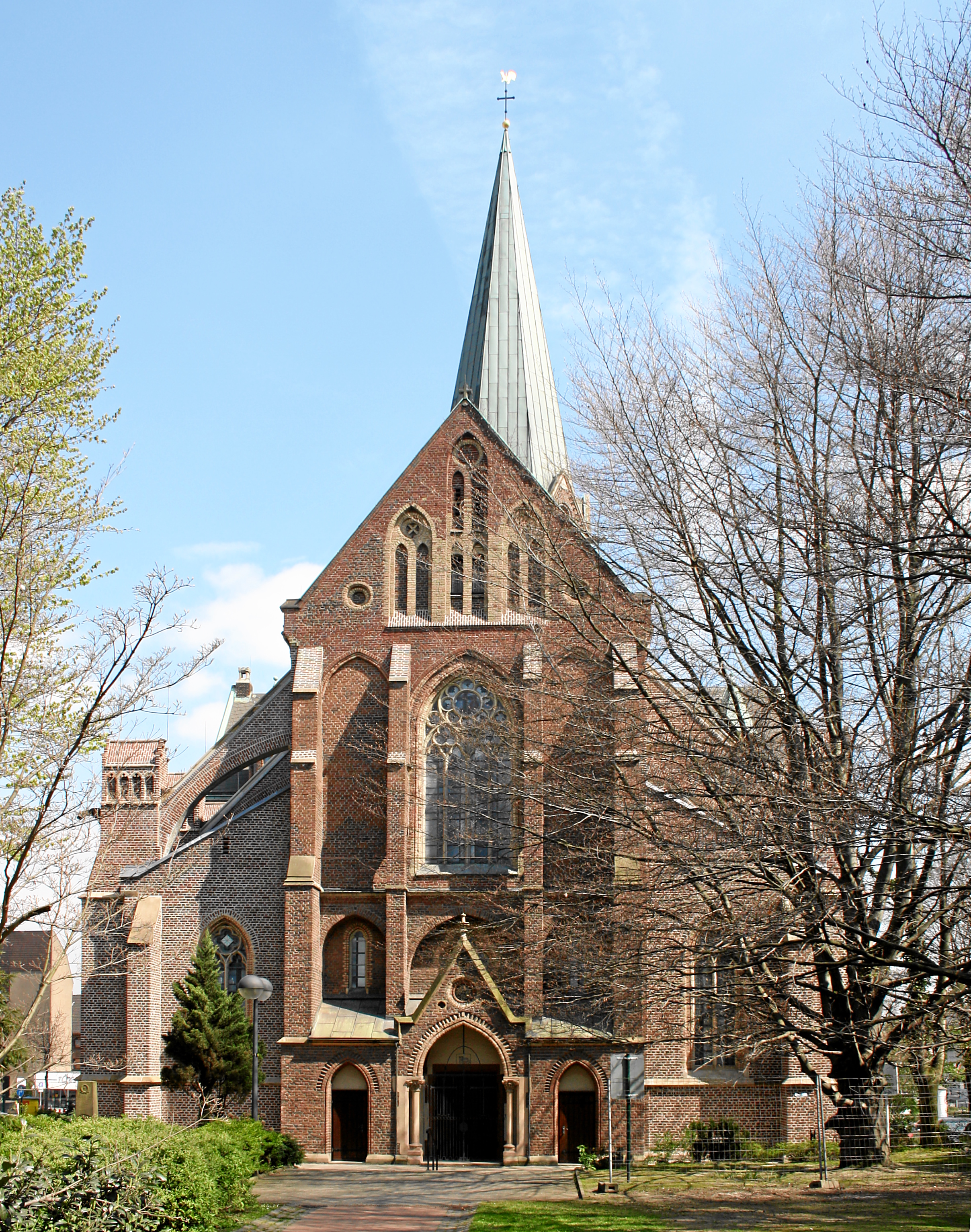
Stiftskirche
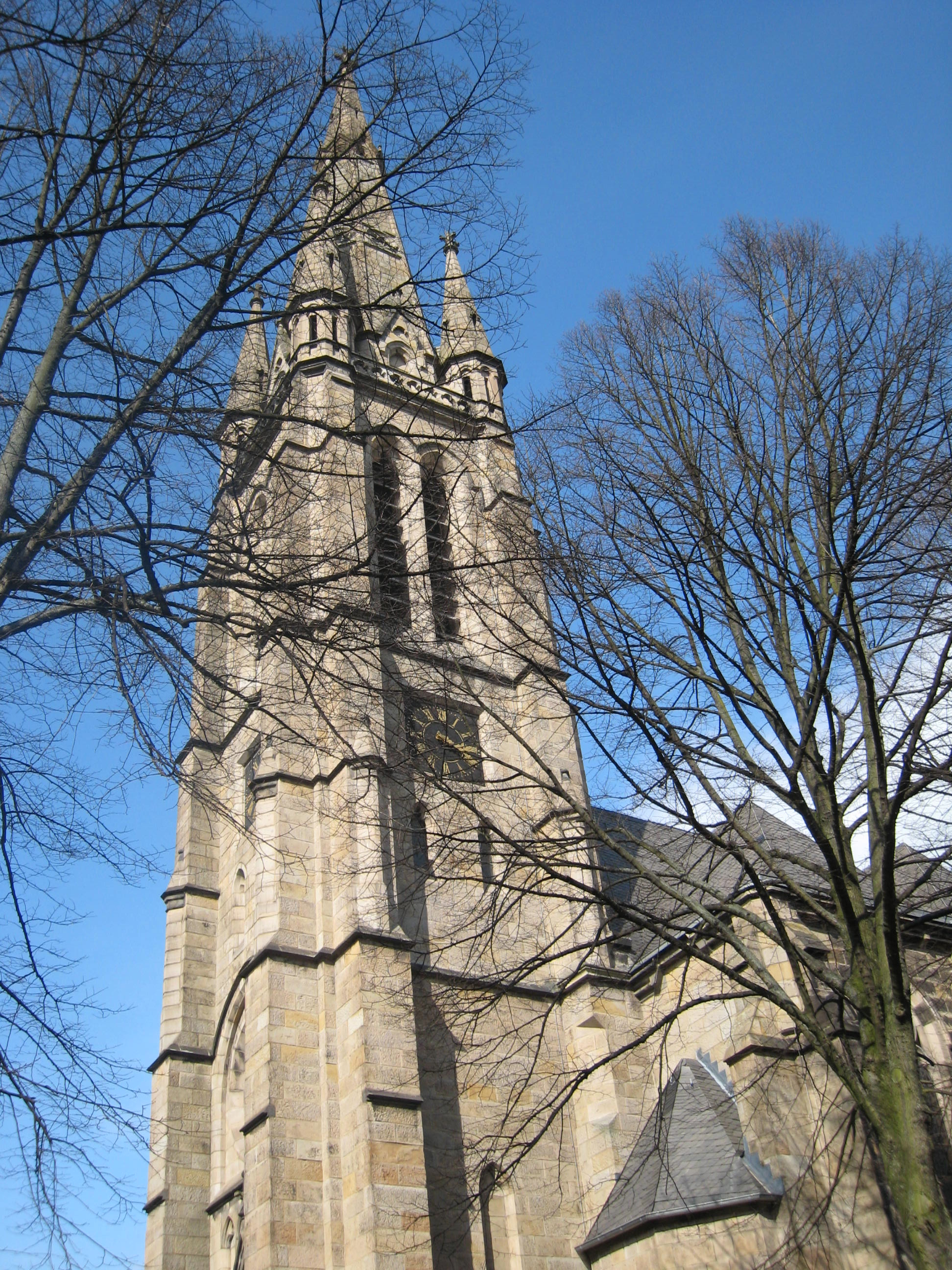
Lutherkirche
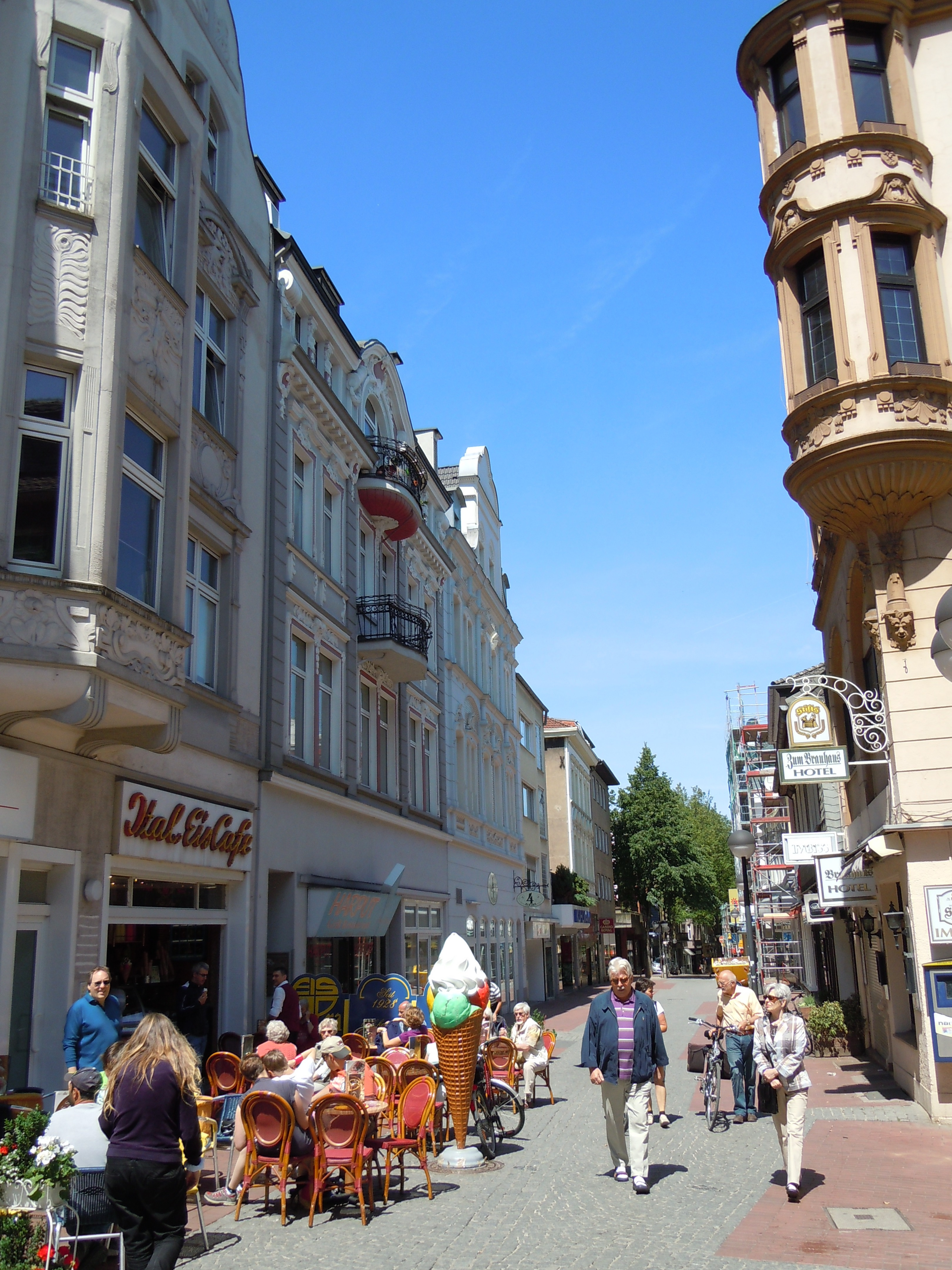
Alfred-Trappen-Straße
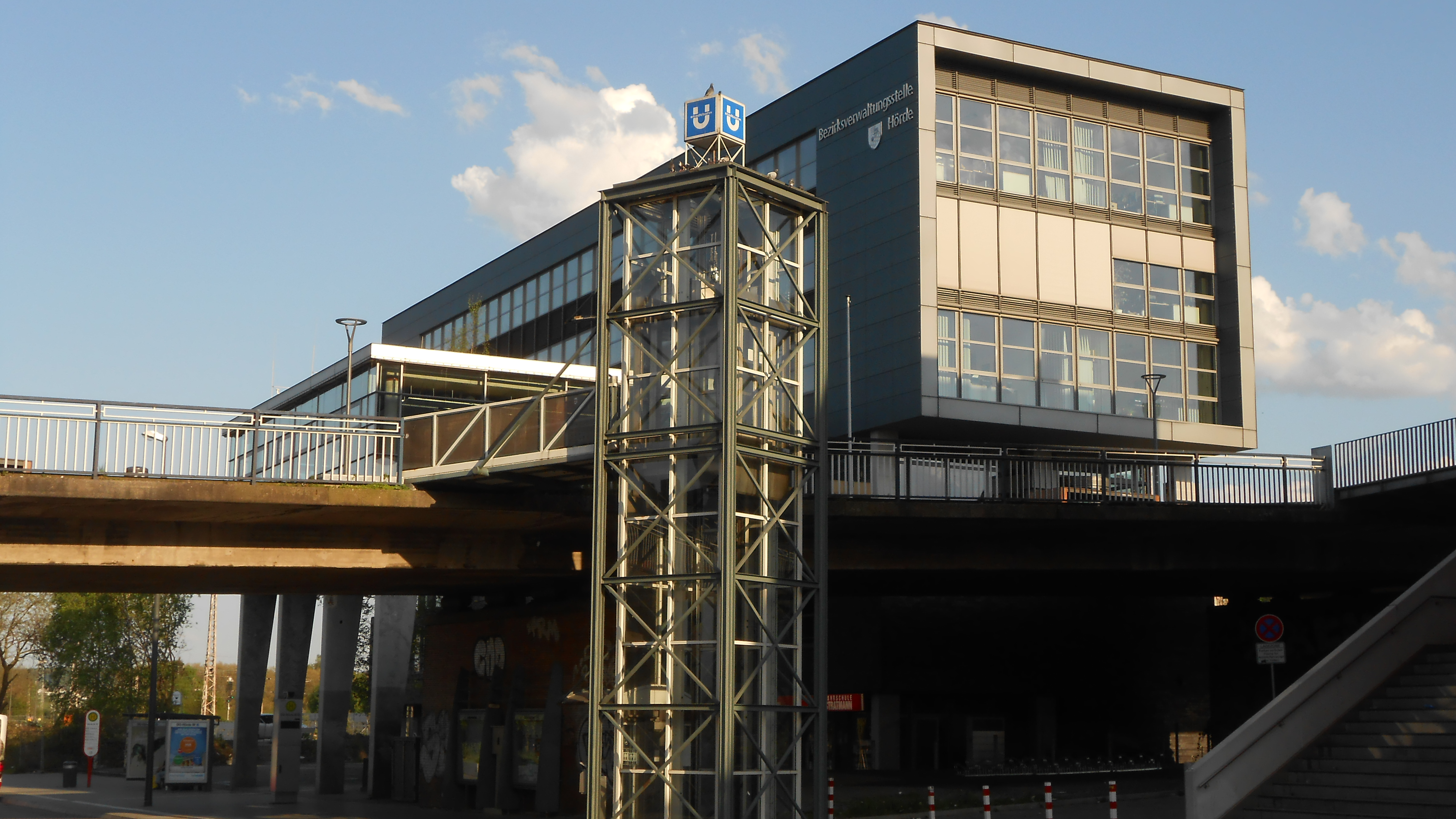
Hörder Brücke mit Bezirksverwaltungsstelle
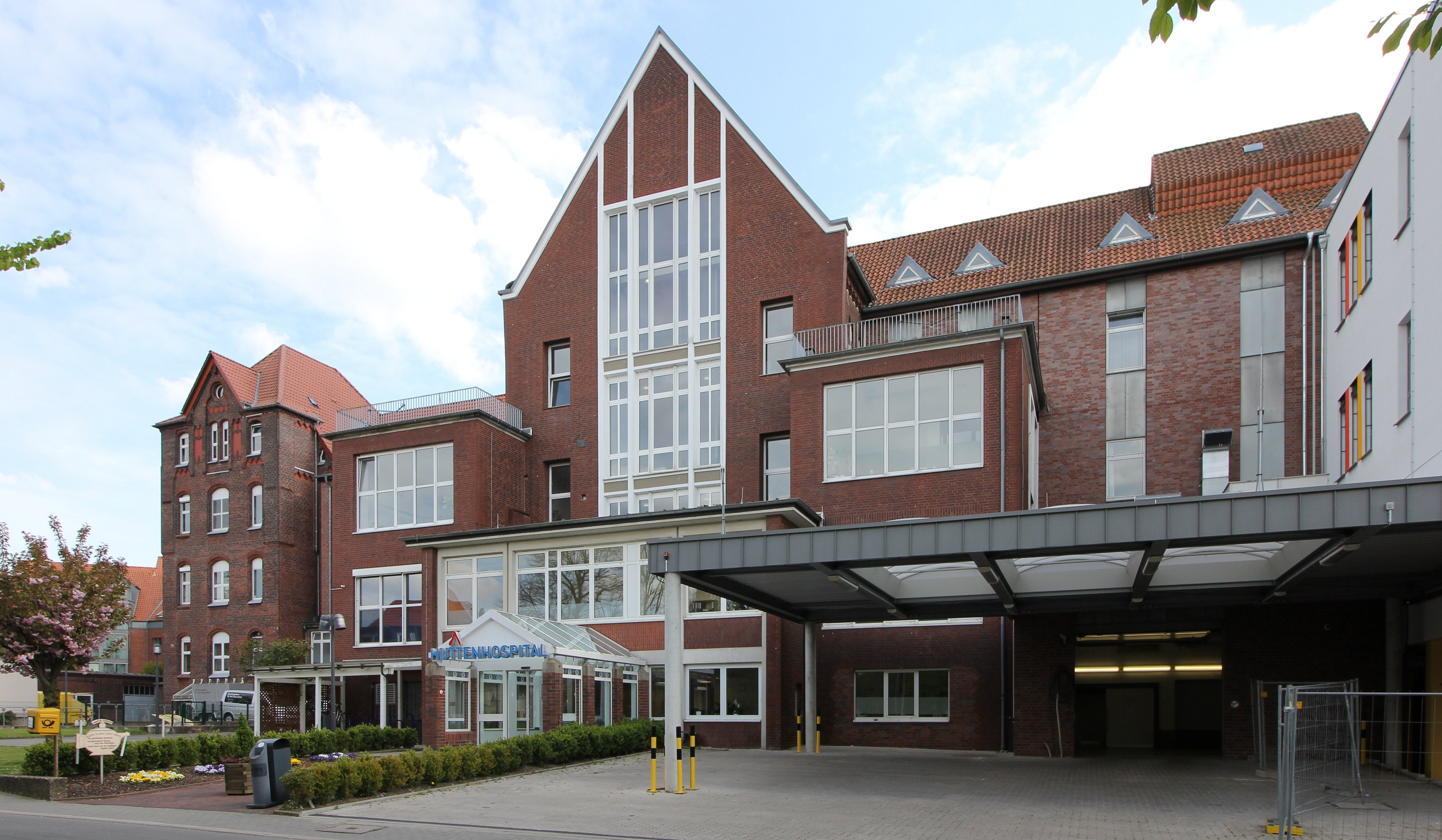
Hörder Hüttenhospital
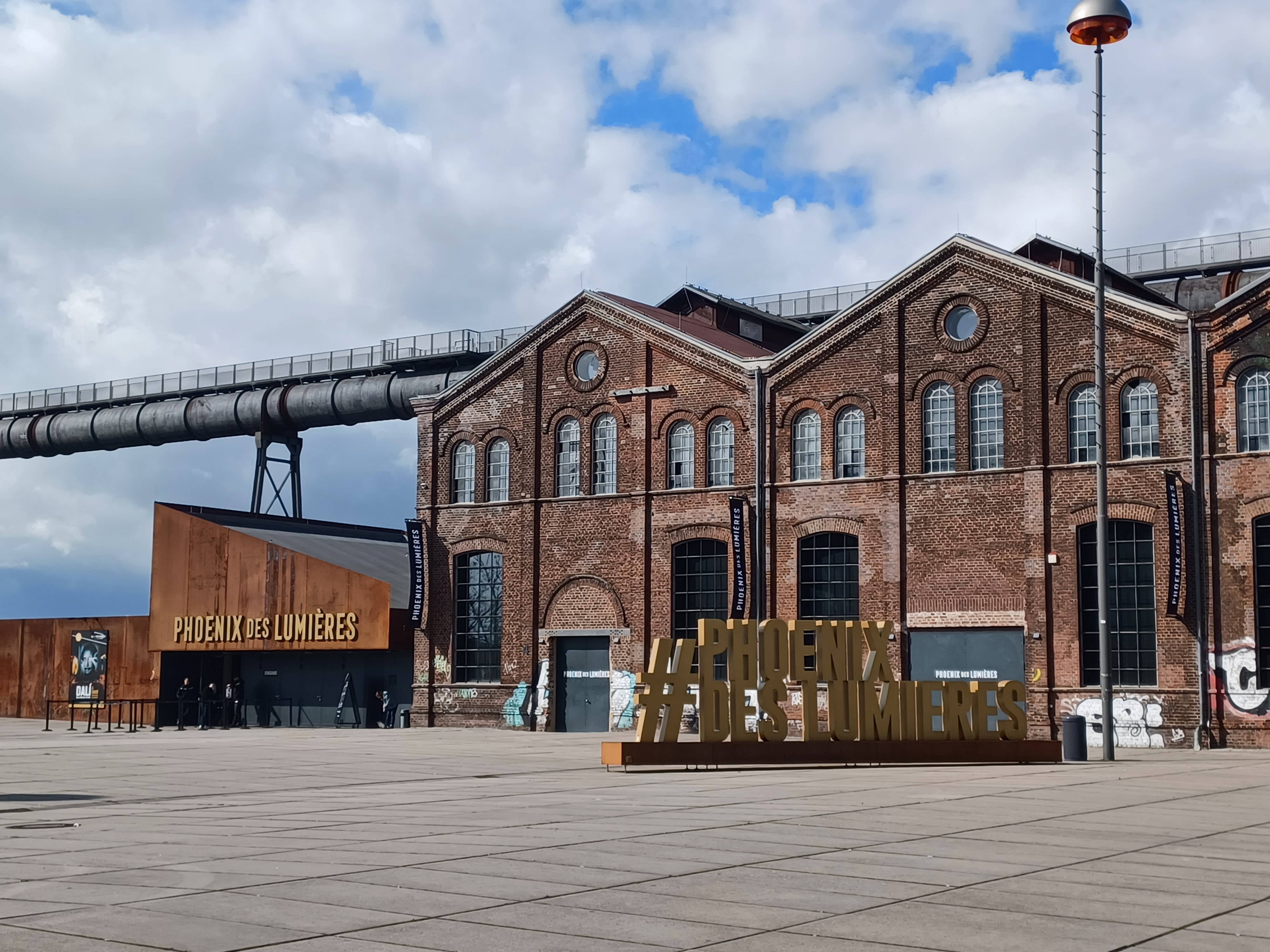
Phoenixhalle
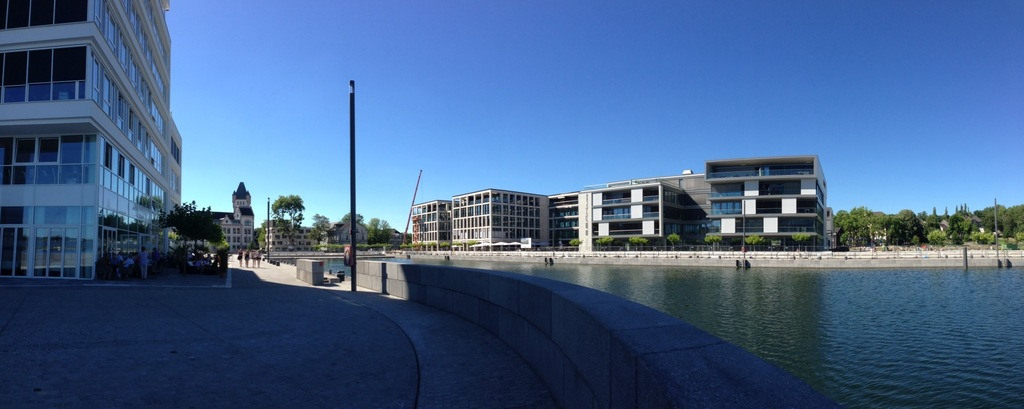
Hafenbecken am Phoenix-See
Phoenixsee und Randbebauung 2024

### Sport und Vereinswesen
Ein bekannter Sportverein Hördes ist der Ringverein AC Hörde 04. In der Vereinsgeschichte des AC Hörde 04 konnte 1931, 1933 und 1934 dreimal der Titel des Deutschen Mannschaftsmeisters errungen werden. Die Volleyball-Frauen des TV Hörde spielten in den 1980er Jahren in der Bundesliga.
Des Weiteren ist Hörde Standort eines Bezirkshallenbades. Dieses Bad mit 25-Meter-Bahn, Lehrschwimmbecken und Ein- und Drei-Meter-Brett befindet sich seit 2003 nicht mehr in den Händen der Stadt Dortmund, sondern wird durch den Schwimmverein SSC Hörde 54/58 e. V. betrieben. Im Bad wird durch die Umstellung auf Elektrolyse chlorgasfrei geschwommen.
In der Nähe des heutigen Clarenberg-Viertels befindet sich das Goystadion, welches eine wichtige Rolle im sportlichen und sozialen Leben des Stadtteils spielt. Dabei handelt es sich um ein traditionsreiches Stadion mit einer Kapazität von etwa 10.000 Plätzen. Aktuell ist es für 4999 Zuschauer zugelassen, da Wellenbrecher fehlen. Das Stadion dient als Heimspielstätte des VfL Hörde 1912 e. V., der im Jahr 1920 durch die Fusion des 1912 gegründeten SV Roland Hörde und des 1913 gegründeten TV Eintracht Hörde entstand. In den Jahren 2017 und 2018 wurde das Stadion umfassend modernisiert. Die Arbeiten verzögerten sich aufgrund von notwendigen Erkundungsbohrungen, die wegen früherer Bergbauaktivitäten erforderlich waren. Nach Abschluss der Sanierung verfügt das Stadion nun über einen Kunstrasenplatz, eine modernisierte Laufbahn, eine neue Flutlichtanlage sowie renovierte Spielerkabinen und einen erneuerten Eingangsbereich. Nach der Modernisierung wurde das Goystadion zum DFB-Stützpunkt ernannt, an dem talentierte Nachwuchsspieler zusätzlich zum Vereinstraining gefördert werden.
Im Sport- und Freizeitbereich zeichnet sich Hörde durch eine große Vereinsvielfalt aus. Am Hörder Neumarkt befindet sich unter anderem auch ein Deutsch-Türkische Freundschaftsverein. Alljährlich zum Konradfest präsentieren sich die Hörder Vereine den Bürgern.

## Wirtschaft und Infrastruktur

### Stahlindustrie

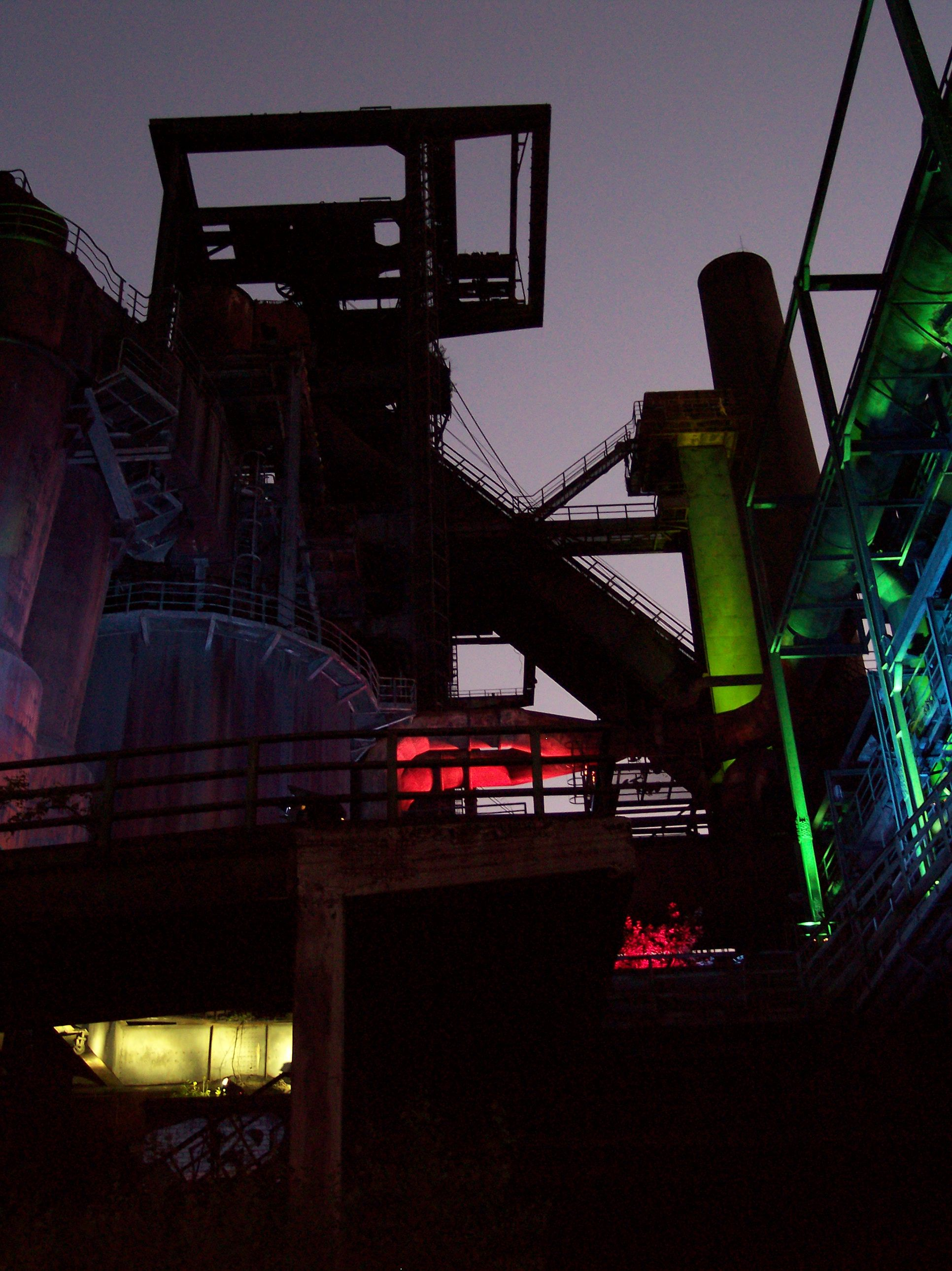
Industrieruine Hochofen Phoenix-West

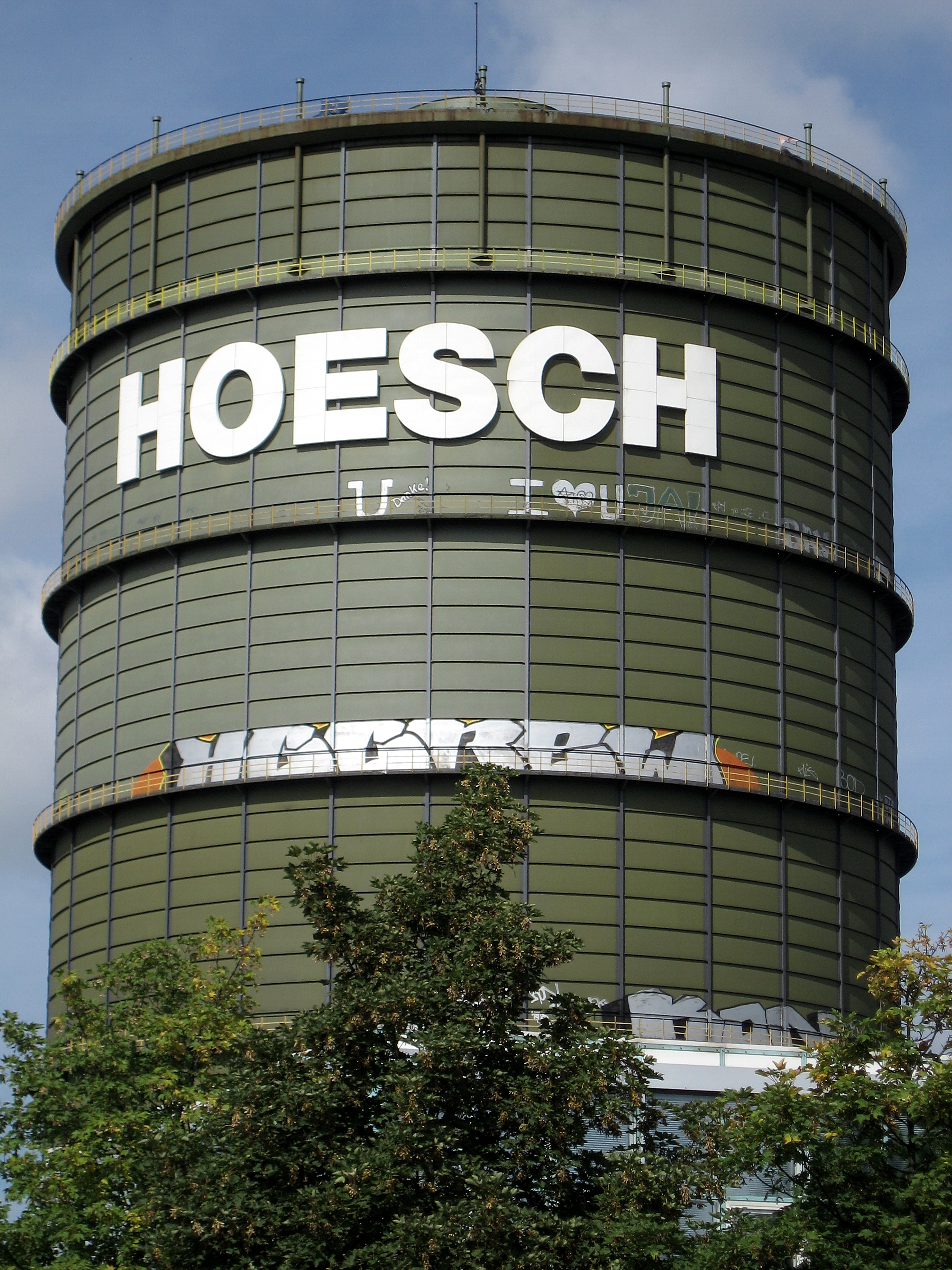
Industriedenkmal HOESCH, Gasometer auf Phoenix-West

Überregional bekannt wurde Hörde durch das Stahl- und Hüttenwerk Phoenix mit den Standorten Phoenix-Ost und Phoenix-West. Seit der Errichtung der Hermannshütte durch Hermann Diedrich Piepenstock im Jahr 1840 war die Stahlherstellung und die Stahlweiterverarbeitung das industrielle Herz von Hörde.
Zur Versorgung der Hütten diente zunächst die Zeche Vereinigtes Hörder Kohlenwerk, die 1859 unter dem Namen Hörder Kohlenwerk konsolidiert wurde.
Das Roheisen wurde in den Hochöfen des Stahlwerks Phoenix-West erzeugt und dann über die Werksbahn Eliasbahn mitten durch die Stadt zur Weiterverarbeitung auf Phoenix-Ost transportiert. Aufgrund des glühenden Eisens hatten die nächtlichen Himmel über Hörde zu dieser Zeit oftmals einen rötlichen Schimmer. Im Volksmund hieß dieses vor allem in den Wintermonaten wahrnehmbare Phänomen „Christkind backt Plätzchen“.
Im Jahr 1998 wurde die Hochofenanlage stillgelegt, ein Hochofen wurde abgebaut und in die Volksrepublik China transportiert, um dort erneut errichtet zu werden. Ende April 2001 wurde auch die Stahlproduktion eingestellt. Die Stadt Dortmund baute dort einen künstlich angelegten See, den Phoenix-See. Auf der ehemaligen Eliasbahn-Trasse wurden hierzu 500.000 m³ Bodenaushub von Phoenix-Ost nach Phoenix-West transportiert.
Phoenix West ist heute ein Standort für Unternehmen, insbesondere aus dem Bereich der Mikrosystemtechnik. Erstes Projekt ist die Errichtung des Dortmunder Zentrums für Mikrostrukturtechnik (MST.factory). Ein weiteres Projekt wird bis Mitte 2008 auf der ehemaligen Stahlwerksbrache realisiert. Das Zentrum für Produktionstechnologie Dortmund, das von der Stadt Dortmund gebaut und vom TechnologieZentrumDortmund betrieben werden wird. Die feierliche Grundsteinlegung fand am 13. August 2007 auf der Baustelle in unmittelbarer Nähe zur alten Hochofenanlage statt. Das neue Kompetenzzentrum wird eine Fläche von rund 5000 m² haben, die sich in Büro-, Labor- und Hallenflächen aufteilt. Zielgruppe sind Existenzgründer und junge Unternehmen aus dem Bereich der Produktionstechnologien.
Weiterhin gibt es Pläne, die beiden verbliebenen Hochöfen auf Phoenix-West als Industriedenkmäler zu erhalten. Weitere Bestandsgebäude, wie etwa die ehemalige Gasgebläsehalle sowie das Schalthaus, werden derzeit saniert.
Die Phoenixhalle, 1905 zunächst als Gasgebläsehalle für die Hochöfen des Stahlwerks errichtet, später Reserveteillager, ist heute ein Veranstaltungs- und Ausstellungszentrum. Seit 2022 wird sie als Ausstellungshalle für die Lichtinstallationen von Phoenix des Lumières genutzt.
Hörde ist Sitz der WILO SE, einem Hersteller von Pumpen und Pumpensystemen.
Auch das Zentrum Hördes hat sich in den letzten Jahrzehnten stark verändert. Die Bezirksverwaltungsstelle ist aus dem Sparkassenhochhaus ausgezogen und in den Neubau neben den Hörder Bahnhof eingezogen. Das Sparkassenhochhaus wurde gestutzt, es sind nur noch wenige Etagen übriggeblieben.

### Verkehr

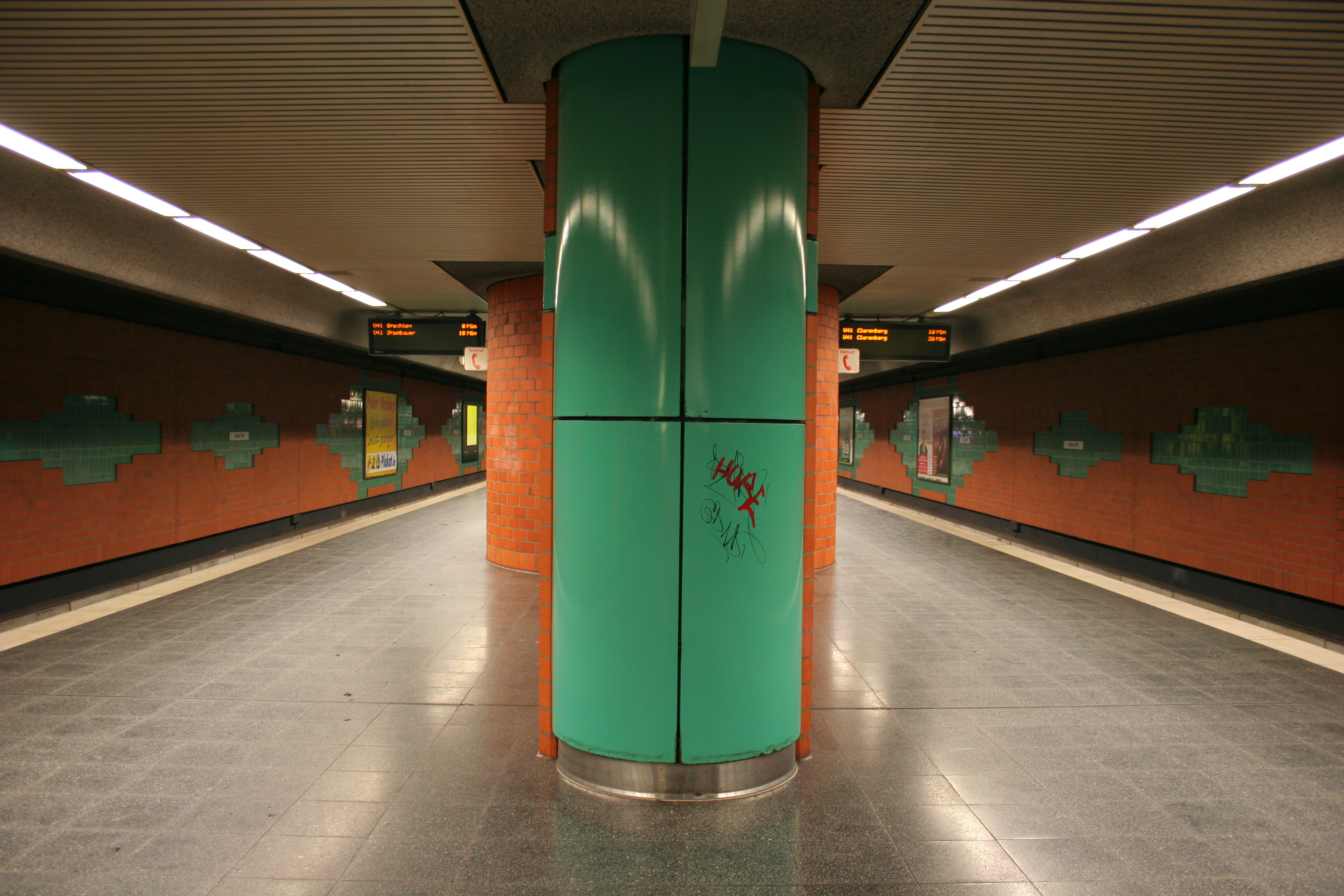
U-Bahnhof Hörde

Hörde liegt an den Bundesstraßen 1, 236 und 54. Ein Teilabschnitt der A 44 vom Kreuz Dortmund/Witten bis nach Unna, dessen Bau seit etlichen Jahren nicht mehr akut verfolgt wird, sollte an der südlichen Grenze des Stadtteils verlaufen. Die A 45 verläuft einige Kilometer südlich des Ortsgebietes.
Der Bahnhof Hörde, gegenwärtig von der Deutschen Bahn betrieben, wurde an der Dortmund-Soester Eisenbahn errichtet. Er hatte vor allem für Zechen und Hüttenwerke Bedeutung. Im Zweiten Weltkrieg wurde der alte Bahnhof weitgehend zerstört und 1955 durch einen Zweckbau ersetzt. Heute verkehren hier auf vier Gleisen die Verbindungen der Ardeybahn (Strecke Dortmund–Schwerte–Iserlohn), der Hellwegbahn (Strecke Dortmund–Unna–Soest) und der Dortmund-Sauerland-Express RE 57 (Strecke Dortmund–Bestwig–Winterberg).
Das alte denkmalgeschützte Bahnhofsgebäude wurde 2011 abgerissen und durch einen Neubau, in den ein Einkaufszentrum integriert ist, ersetzt.
Bereits am 30. Januar 1899 wurde die erste Straßenbahnverbindung zwischen Hörde und Aplerbeck durch die Hörder Kreisbahn eröffnet. Zwischen 1900 und 1903 kamen fünf weitere Linien hinzu. 1928, mit Eingliederung des Kreises Hörde nach Dortmund, ging die Hörder Kreisbahn in der Dortmunder Straßenbahn GmbH auf. In den folgenden Jahren wurde das meterspurige Netz auf Normalspur umgebaut. Die letzte meterspurige Linie wurde 1954 eingestellt. Bis zur Eröffnung der Stadtbahn-Linie war Hörde durch eine Stadtbahn mit der Dortmunder Innenstadt verbunden. Auf Hörder Gebiet liegen nunmehr die unterirdischen Stationen Willem-van-Vloten-Straße, Hörde Bf und Clarenberg der Stadtbahnlinie U41. Am Bahnhof Hörde halten zudem zahlreiche Buslinien und verbinden mit anderen Stadtteilen Dortmunds und der Nachbarkommune Schwerte. Zu später Stunde ist die Haltestelle ferner Knotenpunkt für einige Nachtexpresslinien.

### Hörder Malerschule
1947 gründete Hans Tombrock seine Schule für Bildende und Angewandte Kunst Dortmund. Standort der Schule war zunächst die Stiftsschule in Hörde, später das Gebäude des ehemaligen Heereszeugamtes in Aplerbeck. Zu den bekannteren Schülern zählt u. a. Walter Demgen und die Bildhauerin Eva Niestrath-Berger.

## Persönlichkeiten

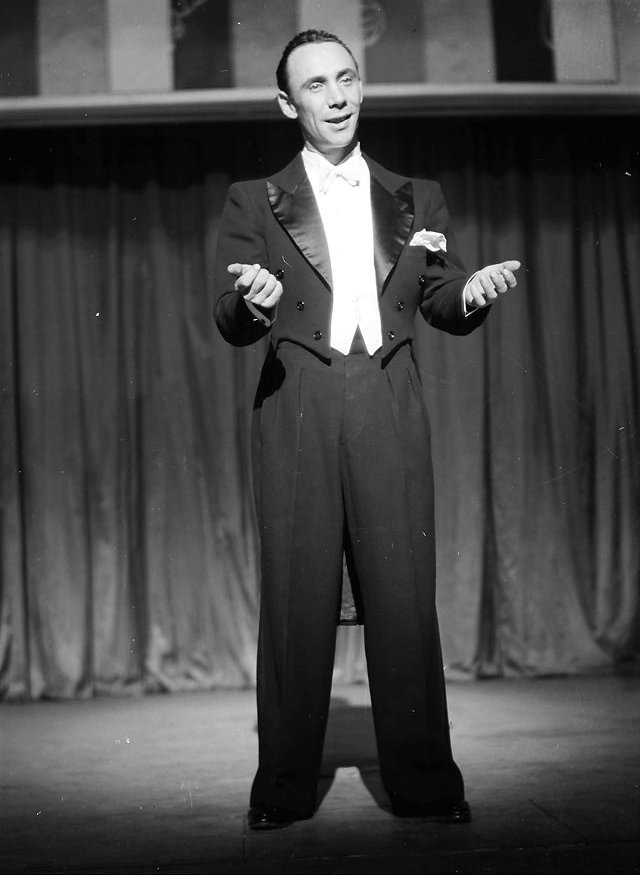
Rudolf Platte im Kabarett der Komiker, 1937

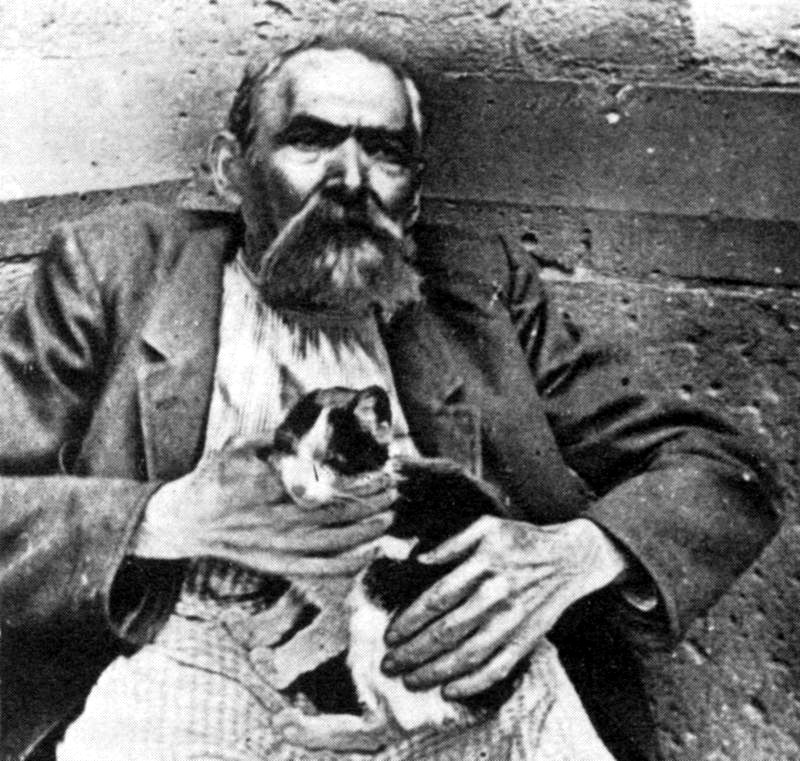
Wilhelm Wenzel mit seiner Katze „Mieze“

- Fred Ape (1953–2020), Musiker, Kabarettist und jahrzehntelanger Programmchef im Hörder Cabaret Queque
- Heinz Baumeister (1902–1969), sozialdemokratischer Widerstandskämpfer, Landespolitiker und Journalist
- Heinrich Besseler (1900–1969), deutscher Musikwissenschaftler, geboren in Hörde
- Charlotte Böhmer (* 1933), Leichtathletin
- Eduard Daelen (1848–1923), deutscher Maler der Düsseldorfer Schule und Schriftsteller, geboren in Hörde
- Walter Dirks (1901–1991), katholischer Publizist, Schriftsteller und Journalist, geboren in Hörde
- Lutz Dittberner (1899–1981), Maler, lebte, arbeitete und starb in Hörde
- Hedwig Dransfeld (1871–1925), Schriftstellerin
- Ludwig G. Frantzen (1882–1955), Direktor der Dortmunder Stifts-Brauerei
- Jürgen Frese (1939–2007), Sozialphilosoph und Hochschullehrer, geboren in Hörde
- Walter Gronemann (1926–1996), Schriftsteller, geboren in Hörde
- Anne Elisabeth Guntermann (1894–1975), Schriftstellerin
- Heiner Halberstadt (1928–2021), Politiker, geboren in Hörde
- Paul Heiling (1893–1961), Schriftsteller
- Karl Hilgenstock (1866–1937), Bergbaudirektor und Kommunalpolitiker, geboren in Hörde
- Bernhard Hoetger (1874–1949), Bildhauer, Architekt und Ingenieur, geboren in Hörde
- Otto Hue (1868–1922), Gewerkschafter und Politiker (SPD), geboren in Hörde
- Eberhard Jakob Kipp (1706–1772), Kaufmann und Ratsherr der Hansestadt Lübeck, geboren in Hörde
- Josef Massenez (1839–1923), Direktor des Hörder Bergwerks- und Hütten-Vereins (1874–1891/1893)
- Ferdinand Muß (* 1924), Europameister im Ringen
- Moritz Nussbaum (1850–1915), Mediziner, Hochschullehrer für Anatomie und Biologie, geboren in Hörde
- Hans Papenberg (1915–1977), Politiker, Mitglied der Bremischen Bürgerschaft, geboren in Hörde
- Rudolf Platte (1904–1984), Schauspieler, geboren in Hörde
- Annegret Richter (* 1950), Leichtathletin
- Otfried Rose (1905–1970), Gestapobeamter und SS-Führer, geboren in Hörde
- Wilhelm Schlüter (1844–1930), Medizinalrat, Ehrenbürger von Gütersloh, geboren in Hörde
- Maria Schmidt (1903–1988), Gewerkschafterin, Widerstandskämpferin gegen den Nationalsozialismus, geboren in Hörde
- Wilhelm Schmidt (1868–1954), Ethnologe, geboren in Hörde
- Sonja Schöber (* 1985), Schwimmerin, geboren in Hörde
- Paul Schwarzenau (1923–2006), Theologe und Schriftsteller, geboren in Hörde
- Hans Tombrock (1895–1966), Maler
- Alfred Trappen (1828–1908), Ingenieur, geboren in Hörde
- Wilhelm Tuschen (1903–1961), Weihbischof in Paderborn, geboren in Hörde
- Karl Vohwinkel (1900–1949), Dermatologe und Hochschullehrer, geboren in Hörde
- Jehuda Louis Weinberg (1876–1960), deutsch-israelischer Jurist und Schriftsteller, geboren in Hörde
- Wilhelm Wenzel (1841–1914), Hörder Stadtpoet
- Helene Wessel (1898–1969), Politikerin (Zentrum, SPD), eine der vier „Mütter des Grundgesetzes“
- Daniel Friedrich Eduard Wilsing (1809–1893), Komponist der Romantik, geboren in Hörde

## Gedenktafeln im Ortsgebiet

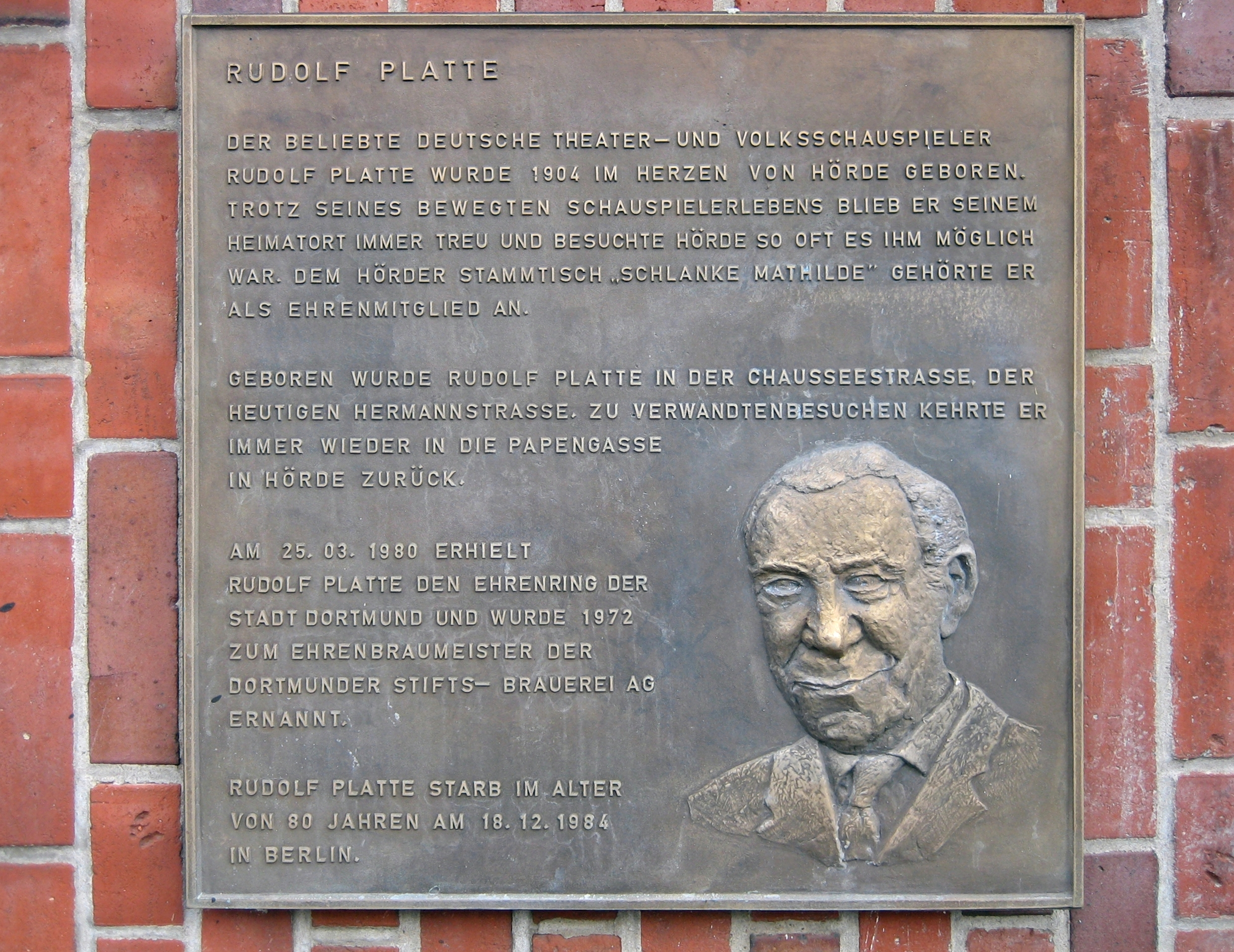
Gedenktafel an Rudolf Platte an der Fassade der ehemaligen Stiftsbrauerei
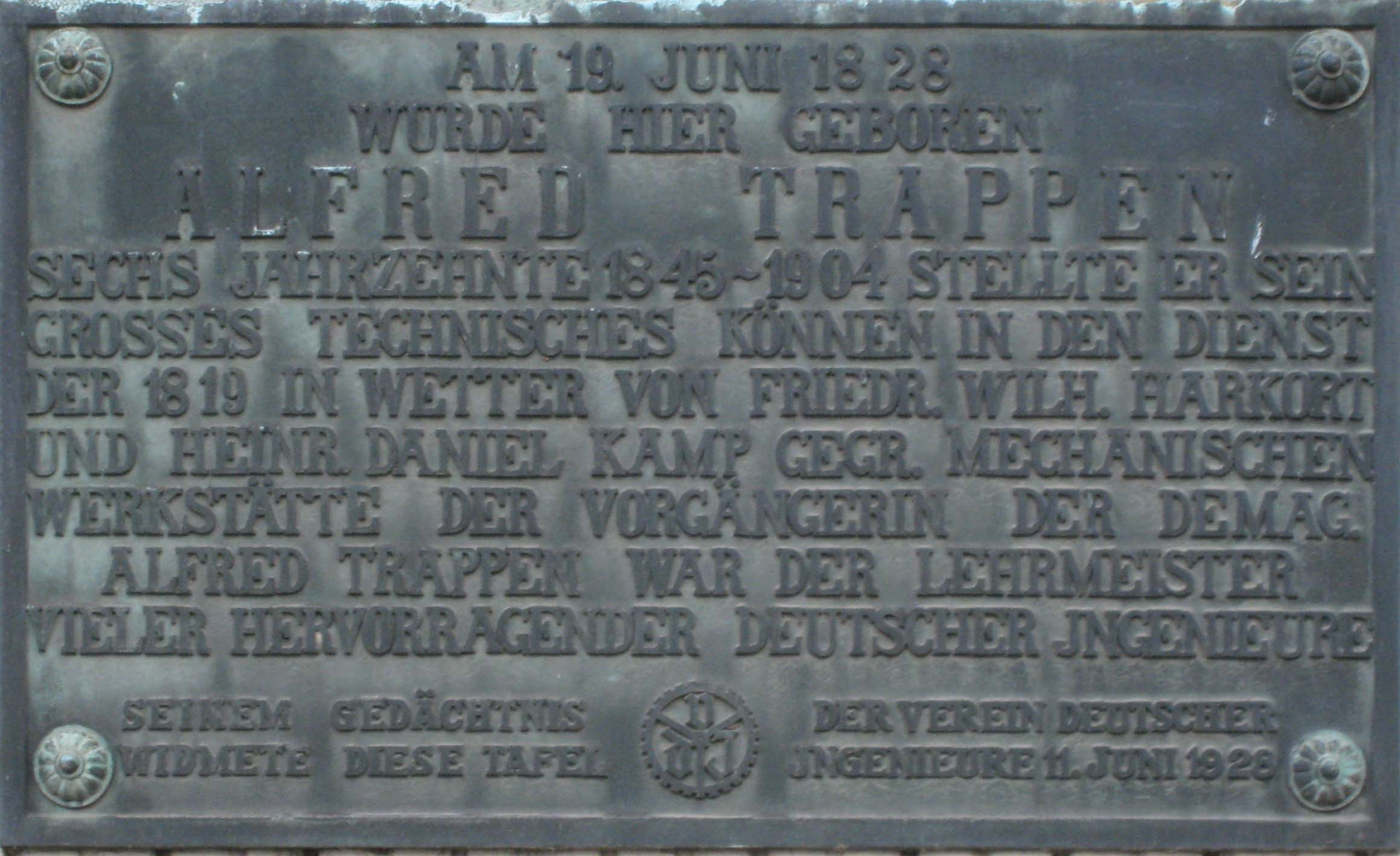
Gedenktafel an Alfred Trappen an seinem Geburtshaus in Hörde
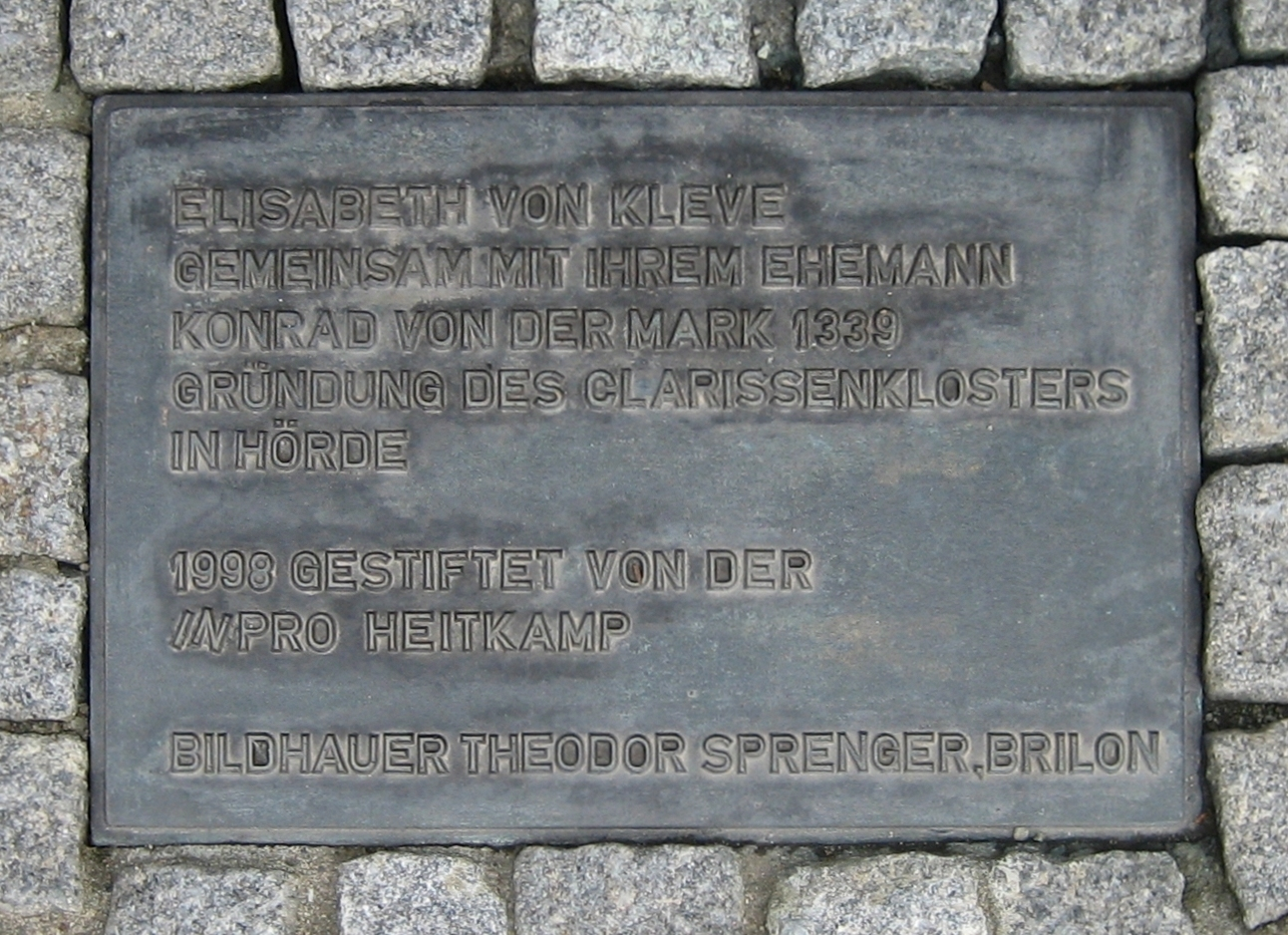
Gedenktafel an Elisabeth von Kleve und Konrad von der Mark gegenüber dem Hörder Marktplatz

## Einzelbelege
1. ↑  
Bevölkerungszahlen in den statistischen Bezirken am 31.12.2024 (im 5er-Rundungsverfahren) (PDF; 135 kB)
2. ↑  https://www.heimatverein-hoerde.de/aktivitaeten/
3. ↑  Stephanie Reekers: Die Gebietsentwicklung der Kreise und Gemeinden Westfalens 1817–1967. Aschendorff, Münster 1977, ISBN 3-402-05875-8, S. 247.
4. ↑  Günther Högl: Vom Wahlrechtskampf zur Demokratie. Politische Führung, Gemeindeverfassung und Wahlen in Dortmund von 1919 bis 1946. In: Heimat Dortmund (Zeitschrift des Historischen Vereins für Dortmund und die Grafschaft Mark), Nr. 1/2001 (Themenheft: Geschichte des Rates in Dortmund), S. 26–32 (hier: S. 27).
5. ↑  Das Mahnmal auf dem Friedrich-Ebert-Platz, wirindortmund.de, 2019 (abgerufen am 13. April 2025)
6. ↑  Gedenkorte in Yad Vashem: Tal der Gemeinden, yadvashem.org (abgerufen am 13. April 2025)
7. ↑  Museum des Heimatvereins Hörde Digital: "Zeichnung: Hörder Brückenwappen" (2022)
8. ↑  Bevölkerungsanteil der unter 18-Jährigen Statistikatlas 2019 (Memento des Originals vom 26. Juni 2021 im Internet Archive)  Info: Der Archivlink wurde automatisch eingesetzt und noch nicht geprüft. Bitte prüfe Original- und Archivlink gemäß Anleitung und entferne dann diesen Hinweis. (PDF; 9,1 MB)
9. ↑  Bevölkerungsanteil der mindestens 65-Jährigen Statistikatlas 2019 (Memento des Originals vom 26. Juni 2021 im Internet Archive)  Info: Der Archivlink wurde automatisch eingesetzt und noch nicht geprüft. Bitte prüfe Original- und Archivlink gemäß Anleitung und entferne dann diesen Hinweis. (PDF; 9,1 MB)
10. ↑  Staatsangehörigkeiten in den statistischen Bezirken am 31. Dezember 2024 (PDF; 135 kB)
11. ↑  Arbeitslosenquoten nach statistischen Bezirken am 30. Juni 2017 (Memento vom 25. Juni 2018 im Internet Archive) (PDF-Datei)
12. ↑  Adreßbuch der Provinzs Westfalen 1858, S. 132.
13. ↑  Adreßbuch des Kreises Hörde 1901.
14. ↑  Adressbuch für Hörde 1913.
15. ↑  Cabaret Queue - Enzyklopädie Marjorie-Wiki. Abgerufen am 12. September 2024.
16. ↑  https://www.cabaretqueue.de/. Abgerufen am 12. September 2024 (deutsch).
17. ↑  Website des Heimatvereins Hörde (Memento des Originals vom 2. März 2019 im Internet Archive)  Info: Der Archivlink wurde automatisch eingesetzt und noch nicht geprüft. Bitte prüfe Original- und Archivlink gemäß Anleitung und entferne dann diesen Hinweis.
18. ↑  https://www.dortmund.de/themen/bildung/stadt-und-landesbibliothek/standorte/stadtteilbibliotheken/stadtteilbibliothek-hoerde/
19. ↑  https://www.wirindortmund.de/hoerde/anette-goeke-stellt-in-der-stadtteilbibliothek-aus-265395
20. ↑  https://www.eglv.de/emscher/faszination-transformation/leuchtturmprojekte/dortmund-emscherverbundsystem-hoetger-park/
21. ↑  Oliver Volmerich: Grundstücke am Phoenix-See werden nun doch vermarktet. In: Westdeutsche Allgemeine Zeitung. Funke Mediengruppe, 5. April 2013, abgerufen am 1. Mai 2025.
22. ↑  https://www.heimatverein-hoerde.de/aktivitaeten/
23. ↑  Geschichte – Phoenix des Lumières. In: phoenix-lumieres.com. www.phoenix-lumieres.com, abgerufen am 23. März 2024.
24. ↑  Tombrock, Hans – Lexikon Westfälischer Autorinnen und Autoren. In: lexikon-westfaelischer-autorinnen-und-autoren.de. Abgerufen am 13. April 2025.
25. ↑  Katrin Kroemer: Die Kunst hat zwei Gesichter. In: wr.de. 2010, abgerufen am 13. April 2025.